# Henry Hudson Kitson
Pour les articles homonymes, voir Kitson.
Sir Henry Hudson Kitson, né le 9 avril 1863, 1864 ou 1865 à Huddersfield et mort le 26 juin 1947 à Tyringham, est un sculpteur américain né en Angleterre et d'origine allemande. Il a sculpté de nombreuses représentations de héros militaires américains.
Son élève et première femme Theo Alice Ruggles Kitson était aussi sculpteur comme ses frères, John William Kitson, Samuel James Kitson et Robert Lewellen Kitson.

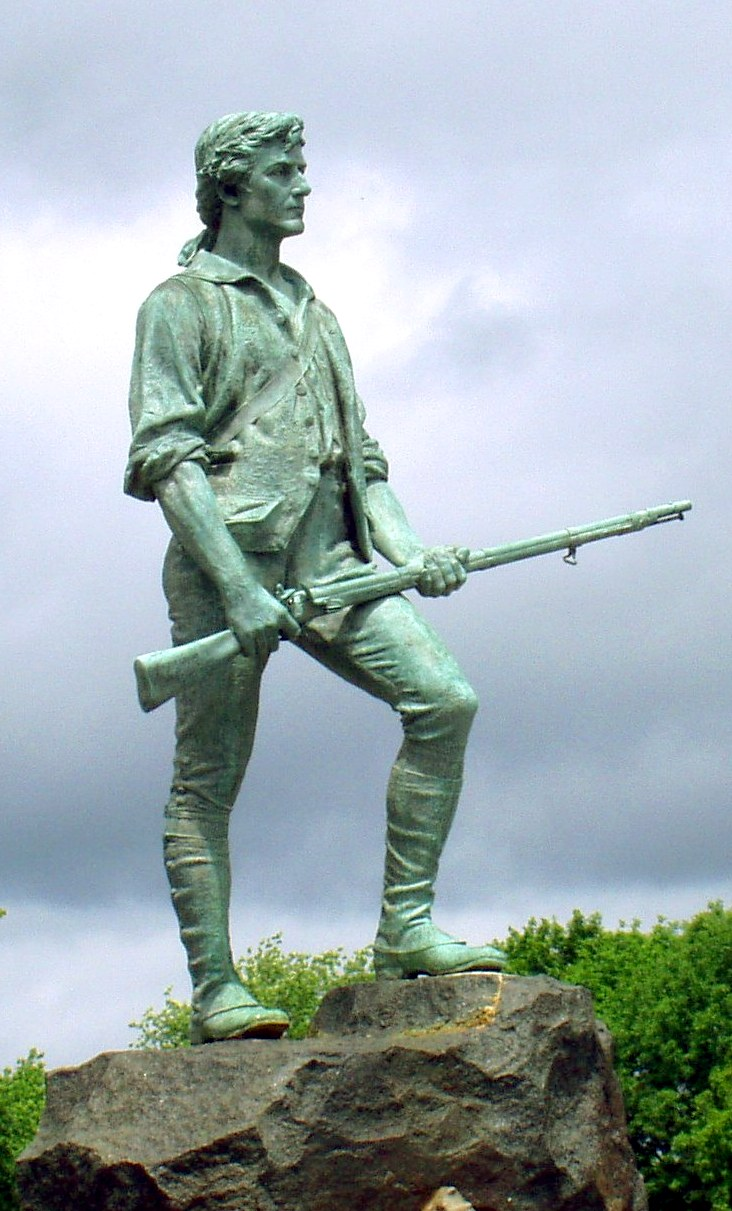
Statue du Minute Man par Henry Hudson Kitson. Située dans le Lexington Battle Green, elle représente le capitaine John Parker lors des batailles de Lexington et Concord.